# بنفشه زوبینی
 بنفشه زوبینی(نام علمی: Viola lanceolata) نام یک گونه از سرده بنفشه است.